# بارهنگ پاکلاغی
بارهنگ پاکلاغی، بارهنگ شاخ‌گوزنی (نام علمی: Plantago coronopus) نام یک گونه از سرده کک‌علفیان است.

## نگارخانه

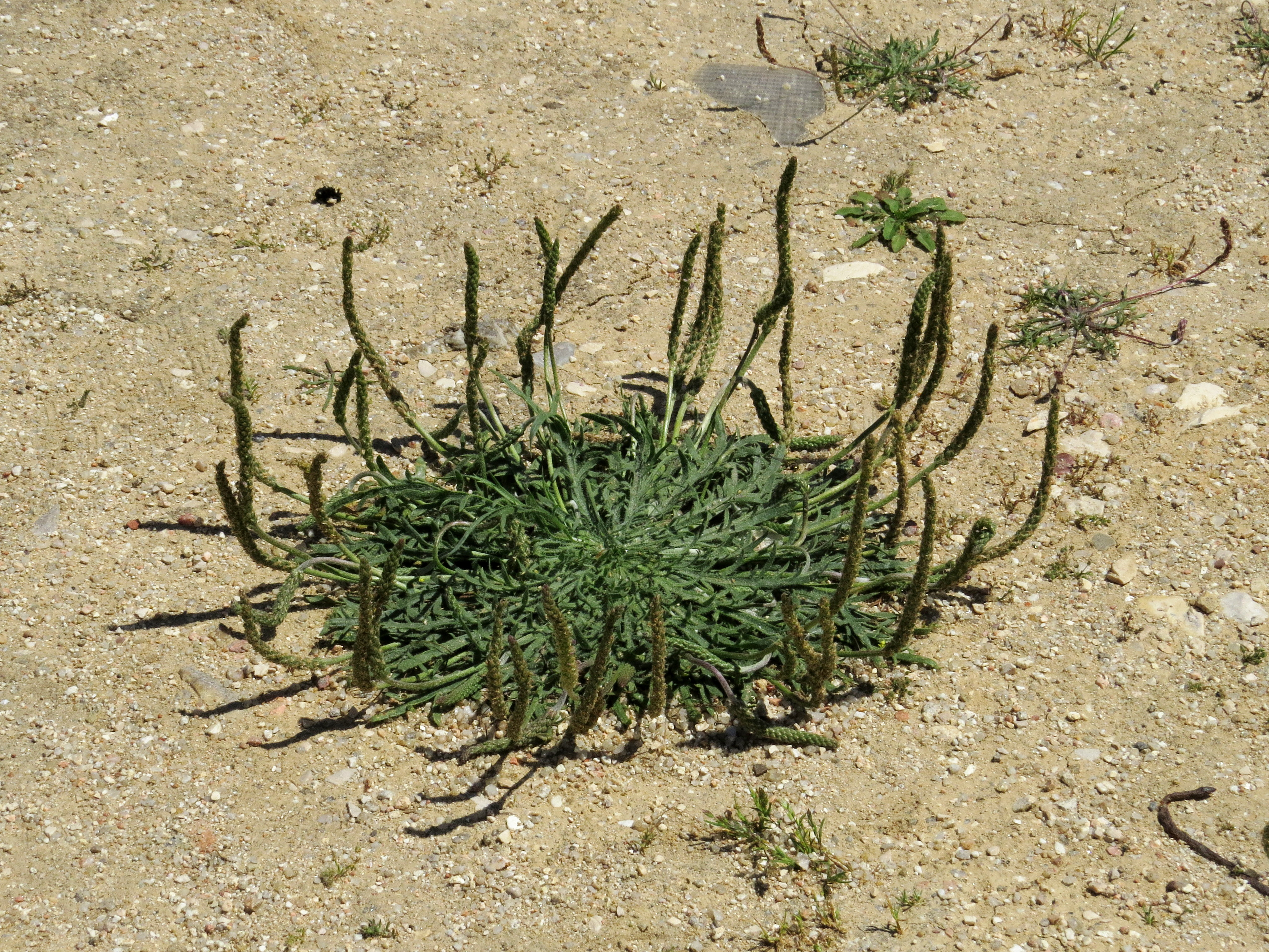
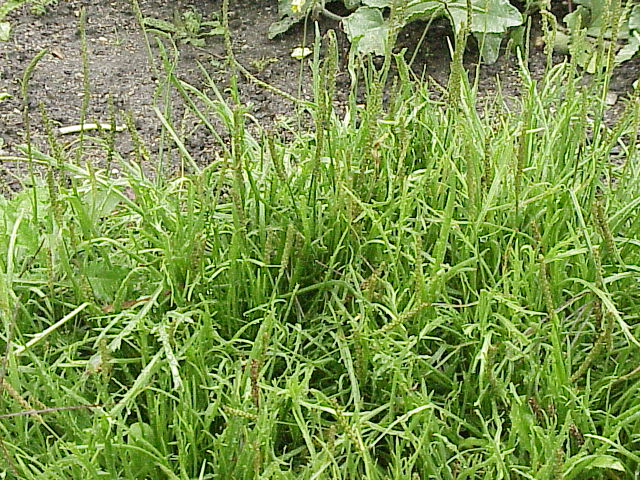